# Dendrobrachia
Dendrobrachia är ett släkte av koralldjur. Dendrobrachia ingår i familjen Dendrobrachiidae.
Dendrobrachia är enda släktet i familjen Dendrobrachiidae.
Kladogram enligt Catalogue of Life:
| Dendrobrachia | \| \| Dendrobrachia fallax \| \| \| \| \| \| Dendrobrachia multispina \| \| \| \| \| \| Dendrobrachia paucispina \| \| \| \| |
|               | \| \| Dendrobrachia fallax \| \| \| \| \| \| Dendrobrachia multispina \| \| \| \| \| \| Dendrobrachia paucispina \| \| \| \| |
|               | Dendrobrachia fallax |
|               | |
|               | Dendrobrachia multispina |
|               | |
|               | Dendrobrachia paucispina |
|               | |